# Mathias Engel
Mathias Engel (Colònia, Rin del Nord-Westfàlia, 16 d'octubre de 1905 - Carlstadt, Estats Units, 23 de juny de 1994) fou un ciclista alemany, especialista en el ciclisme en pista, concretament en la prova de Velocitat. El 1927 va guanyar el Campionat del Món de Velocitat amateur i 1932 va obtenir la medalla de bronze en la categoria professional per darrere de Jef Scherens i Lucien Michard.
Casat amb una jueva, amb l'arribada del nazisme, va abandonar Alemanya el 1937, i va emigrar als Estats Units.

## Palmarès
- 1926
  -  Campió d'Alemanya amateur en Velocitat
  -  Campió d'Alemanya amateur en Persecució per equips
  - 1r al Gran Premi de París amateur
- 1927
  -  Campió del món en Velocitat amateur
  -  Campió d'Alemanya amateur en Velocitat
  - 1r al Gran Premi de París amateur
- 1928
  -  Campió d'Alemanya en Velocitat
- 1929
  -  Campió d'Alemanya en Velocitat
- 1932
  -  Campió d'Alemanya en Velocitat
- 1937
  -  Campió dels Estats Units en Velocitat